# جرگه-تال (شهرستان آق‌سی)
جرگه-تال (به لاتین: Jerge-Tal) یک منطقهٔ مسکونی در قرقیزستان است که در شهرستان آق‌سی واقع شده‌است. جرگه-تال ۴٬۴۸۰ نفر جمعیت دارد و ۱٬۳۰۰ متر بالاتر از سطح دریا واقع شده‌است.